# Schweizer Badmintonmeisterschaft 2020
Die Schweizer Badmintonmeisterschaft 2020 fand vom 31. Januar bis zum 2. Februar 2020 in Yverdon-les-Bains statt.

## Medaillengewinner
| Disziplin    | Gold                              | Silber                           | Bronze                             |
| ------------ | --------------------------------- | -------------------------------- | ---------------------------------- |
| Herreneinzel | Tobias Künzi                      | Christian Kirchmayr              | Nicolas A. Müller                  |
| Herreneinzel | Tobias Künzi                      | Christian Kirchmayr              | Anthony Dumartheray                |
| Dameneinzel  | Sabrina Jaquet                    | Jenjira Stadelmann               | Julie Franconville                 |
| Dameneinzel  | Sabrina Jaquet                    | Jenjira Stadelmann               | Milena Schnider                    |
| Herrendoppel | Dominik Bütikofer Thomas Heiniger | Tobias Künzi Nicolas A. Müller   | Benedikt Schaller Oliver Schaller  |
| Herrendoppel | Dominik Bütikofer Thomas Heiniger | Tobias Künzi Nicolas A. Müller   | Mathias Bonny Gilles Tripet        |
| Damendoppel  | Aline Müller Jenjira Stadelmann   | Céline Burkart Nicole Schaller   | Julie Franconville Caroline Racloz |
| Damendoppel  | Aline Müller Jenjira Stadelmann   | Céline Burkart Nicole Schaller   | Lea Maria Müller Chantal Von Rotz  |
| Mixed        | Oliver Schaller Céline Burkart    | Anthony Dumartheray Malika Golay | Thomas Heiniger Lea Maria Müller   |
| Mixed        | Oliver Schaller Céline Burkart    | Anthony Dumartheray Malika Golay | Benedikt Schaller Nicole Schaller  |